# (73199) Orlece
(73199) Orlece – planetoida z pasa głównego asteroid okrążająca Słońce w ciągu 4 lat i 42 dni w średniej odległości 2,57 j.a. Została odkryta 8 maja 2002 roku w Desert Eagle Observatory przez Williama Yeunga. Nazwa planetoidy pochodzi od the Orthopedic Learning Centre Wydziału Ortopedii i Traumatologii na Chinese University of Hong Kong. Przed nadaniem nazwy planetoida nosiła oznaczenie tymczasowe (73199) 2002 JY12.